# Salvatore Rindone
Salvatore Rindone (San Cono, 27 aprile 1924 – 10 dicembre 1994) è stato un politico italiano.

## Biografia
Nasce in una famiglia con sei figli maschi e tre femmine, il padre era contadino. Frequenta l'università a Catania, dove si accosta al marxismo e quindi al Partito Comunista Italiano; nell'immediato dopoguerra si impegnò nelle lotte contadine per la riforma agraria. Dal 1956 al 1962 è segretario generale della Camera del Lavoro provinciale CGIL di Catania.
Diventa poi sindaco di San Cono e consigliere comunale a Catania, mentre nel 1971 viene eletto all'Assemblea regionale siciliana.
Candidato al Senato nel 1976, non viene inizialmente eletto ma poi subentra in sostituzione di Antonino Piscitello nel dicembre 1978 e conclude la legislatura. Successivamente fu alla Camera dei deputati per due legislature, la VIII e la IX, rimanendo in carica dal 1979 al 1987.
Muore all'età di 70 anni a causa di un aneurisma dell'aorta addominale nel dicembre 1994.